# Sufrágio feminino

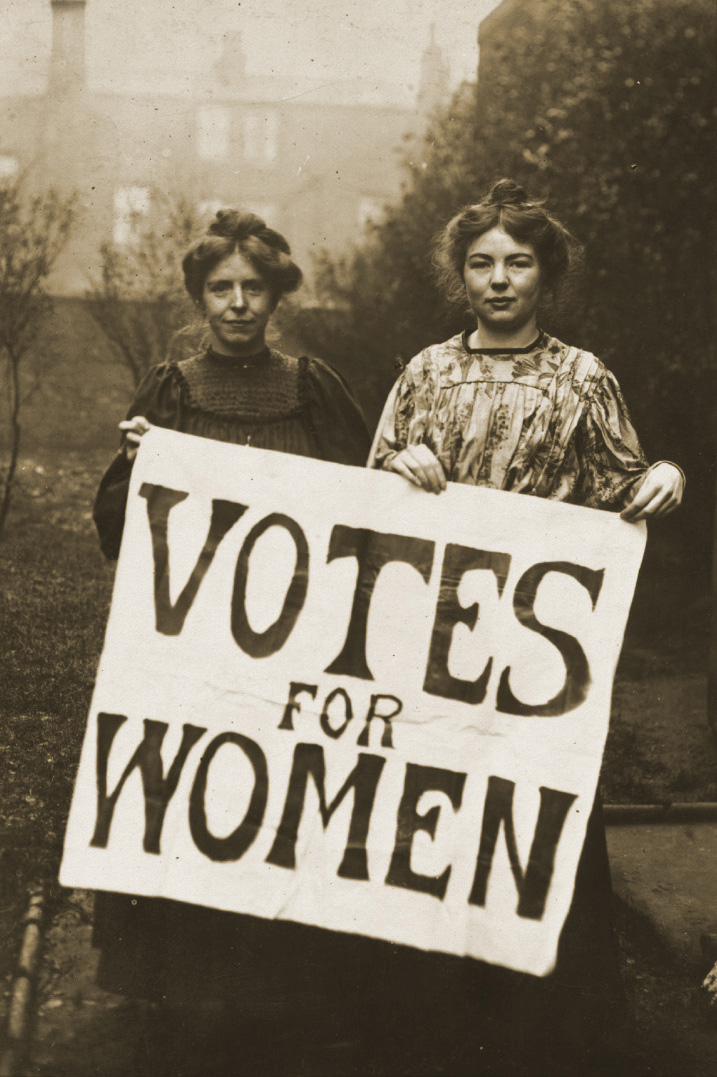
Annie Kenney e Christabel Pankhurst, duas ativistas em favor do voto feminino.

O movimento pelo sufrágio feminino é um movimento social, político e econômico de reforma, com o objetivo de estender o sufrágio (o direito de votar) às mulheres. Participaram do sufrágio feminino mulheres e homens, denominados sufragistas. As origens modernas do movimento encontram-se na França do século XVIII. Em 1893, a Nova Zelândia se tornou o primeiro país a garantir o sufrágio feminino, graças ao movimento liderado por Kate Sheppard.

## Histórico

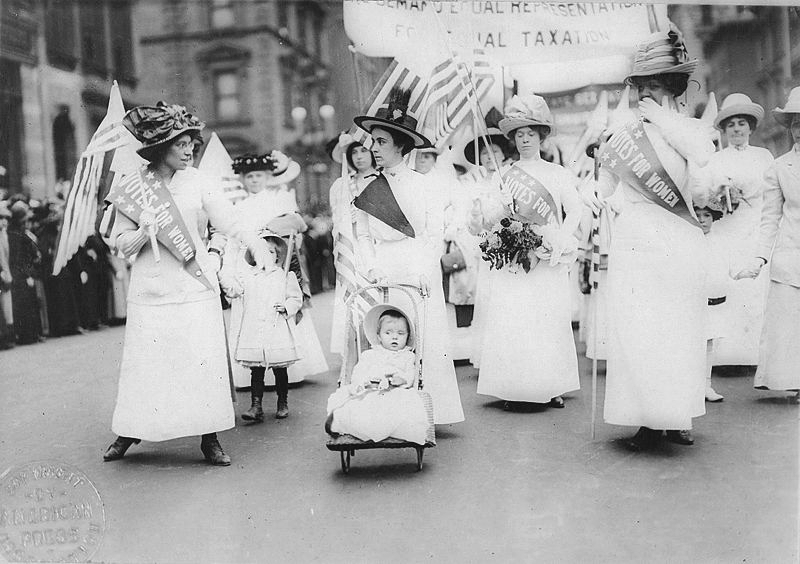
Manifestação pelo voto feminino em Nova York, 1912.

Em que pese o fato de as primeiras feministas terem encontrado nos ideais democráticos de inspiração iluminista — igualdade e liberdade, representados mais diretamente pelo direito à participação na vida política e por leis que promovam uma justiça mais equânime — o campo propício para suas reivindicações, o cerne das referências filosóficas que embasam os ideais democráticos — representadas por pensadores como John Locke, Jean-Jacques Rousseau e Jeremy Bentham — estava já impregnado de conceitos que excluíam a mulher de uma participação mais ativa na condução da sociedade. Um forte exemplo disso é o direito ao voto, que já na Grécia Antiga, em pleno nascedouro da democracia ateniense, era vetado para as mulheres.

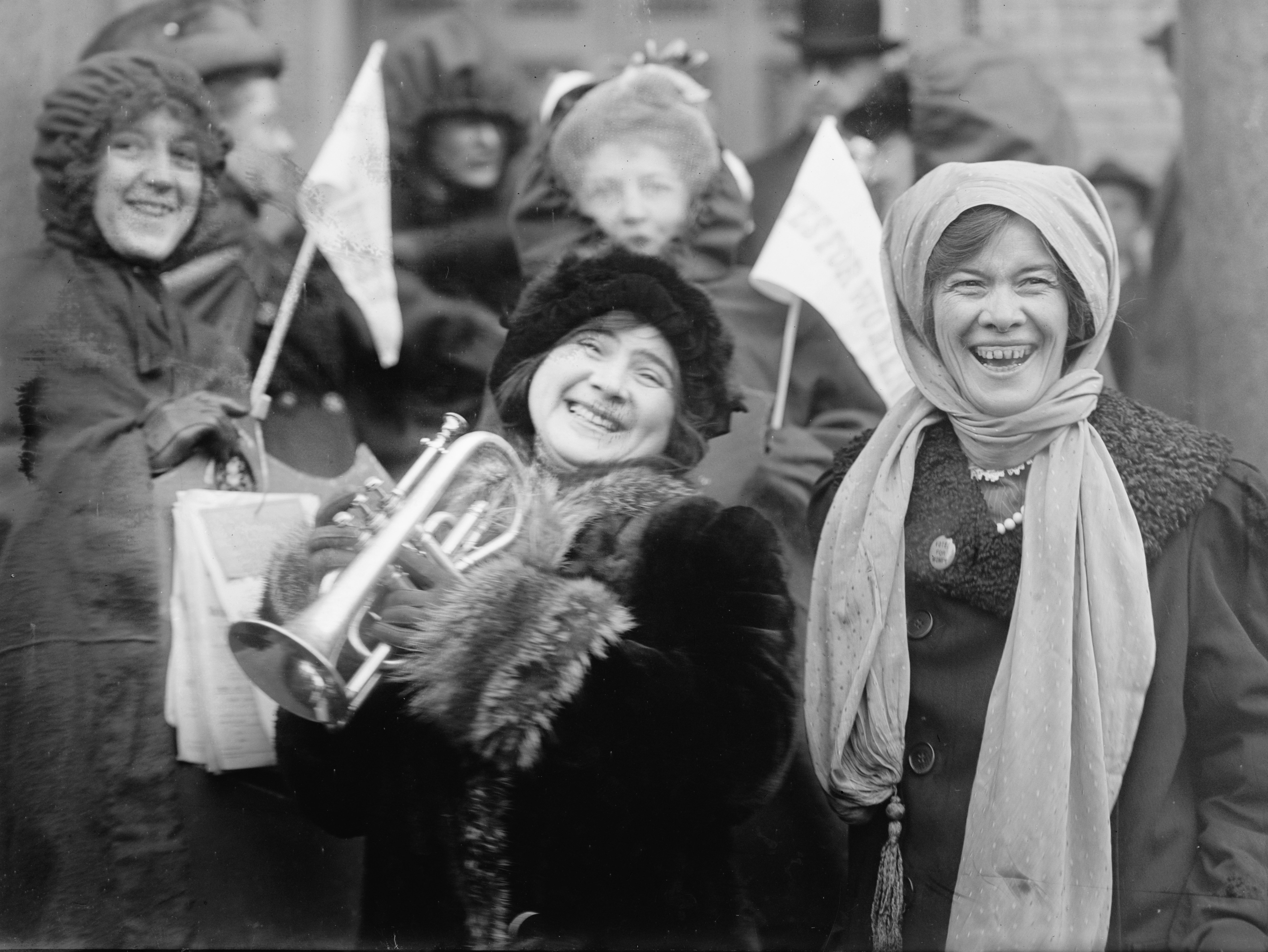
Feministas norte-americanas em movimento pelo voto feminino em fevereiro de 1913

A luta pelo voto feminino foi sempre o primeiro passo a ser alcançado no horizonte das feministas da era pós-Revolução Industrial. As "suffragettes" (em português, sufragistas), primeiras ativistas do feminismo no século XIX, eram assim conhecidas justamente por terem iniciado um movimento no Reino Unido a favor da concessão, às mulheres, do direito ao voto. O seu início deu-se em 1897, com a fundação da União Nacional pelo Sufrágio Feminino por Millicent Fawcett (1847–1929), uma educadora britânica. O movimento das sufragistas, que inicialmente era pacífico, questionava o fato de as mulheres do final daquele século serem consideradas capazes de assumir postos de importância na sociedade inglesa como, por exemplo, o corpo diretivo das escolas e o trabalho de educadoras em geral, mas serem vistas com desconfiança como possíveis eleitoras. As leis do Reino Unido eram, afinal, aplicáveis às mulheres, mas elas não eram consultadas ou convidadas a participar de seu processo de elaboração.
Ainda que obtendo um limitado sucesso em sua empreitada — a conversão de alguns membros do então embrionário Partido Trabalhista Britânico para a causa dos direitos das mulheres é um exemplo —, a maioria dos parlamentares daquele país acreditava, ainda respaldados nas ideias de filósofos britânicos como John Locke e David Hume, que as mulheres eram incapazes de compreender o funcionamento do Parlamento Britânico e, por conseguinte, não podiam tomar parte no processo eleitoral.

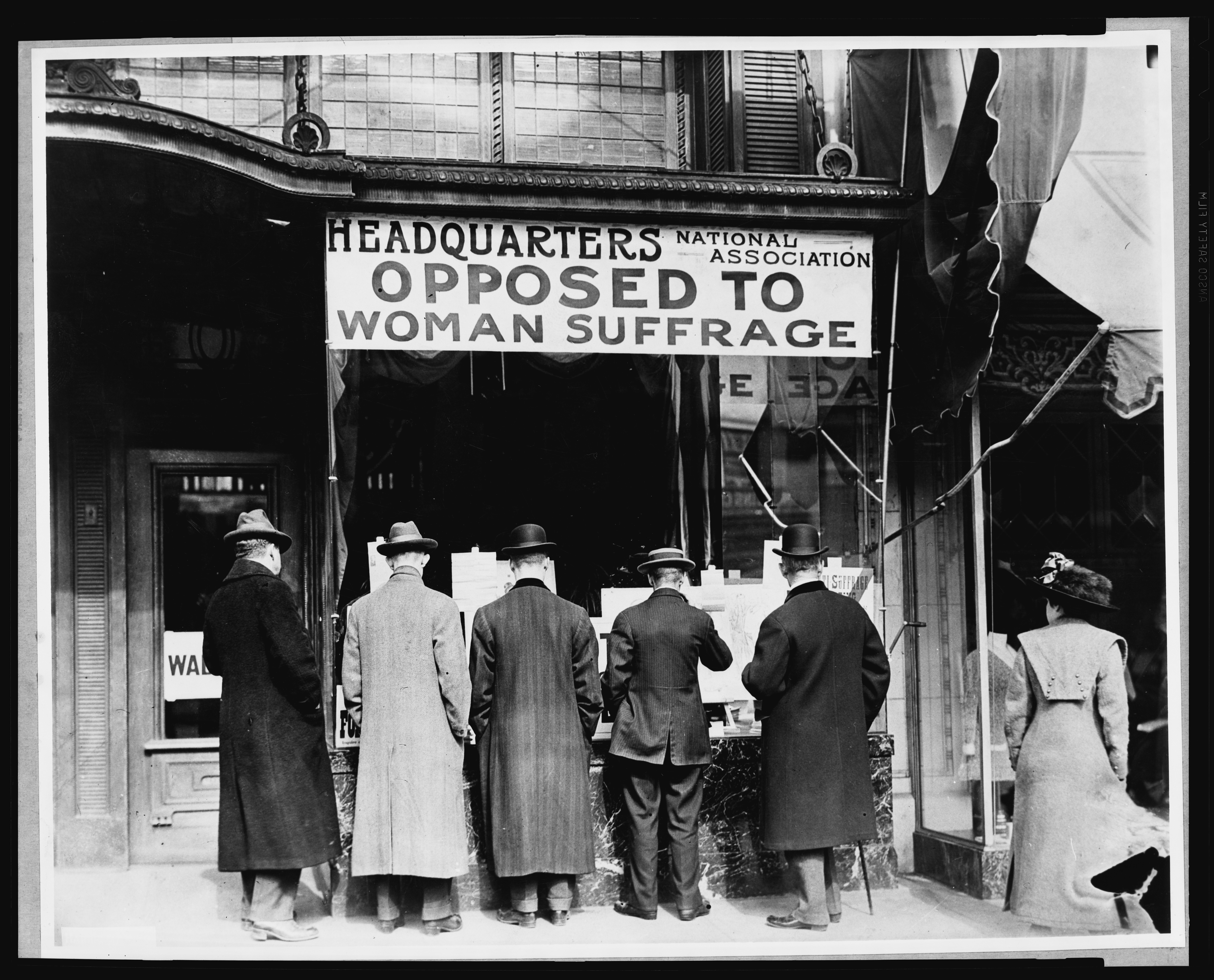
Movimento antissufragista nos Estados Unidos da América

O movimento feminino ganhou, então, as ruas e suas ativistas passaram então a ser conhecidas pela sociedade em geral pelo (à época, ofensivo) epíteto de "sufragistas", sobretudo aquelas vinculadas à União Social e Política das Mulheres (Women's Social and Political Union — WSPU) movimento que pretendeu revelar o sexismo institucional na sociedade britânica, fundado por Emmeline Pankhurst (1858–1928). Após ser detida repetidas vezes com base na lei "Cat and Mouse", por infrações triviais, inspirou membros do grupo a fazer greves de fome. Ao serem alimentadas à força e ficarem doentes, chamaram a atenção da opinião pública pela brutalidade do sistema legal na época e também divulgaram a sua causa. Ela foi uma militante que imprimiu um estilo mais enérgico ao movimento, o qual culminou com situações de confronto entre sufragistas e policiais e, finalmente, com a morte de uma manifestante, Emily Davison (1872–1913), que se atirou à frente do cavalo do rei da Inglaterra no célebre Derby de 1913, tornando-se a primeira mártir do movimento.
Mesmo que tenha causado grande comoção o movimento pelo voto feminino na Inglaterra da década de 1910, as ações de protesto empreendidas pelas sufragistas, contudo, apenas vieram a obter um parcial sucesso com a aprovação do Representation of the People Act de 1918, o qual estabeleceu o voto feminino no Reino Unido — em grande parte, dizem alguns historiadores, motivado pela atuação do movimento das sufragistas na Primeira Guerra Mundial (1914–1918), já que as sufragistas deixaram as ruas e assumiram importante papel nos esforços de guerra.
A lei britânica de 1918 deu forças a mulheres de diversos outros países para que buscassem seus direitos ao voto, que as primeiras feministas consideravam de importância maior que outras questões referentes à situação feminina justamente por acreditarem que, pelo voto, as mulheres seriam capazes de solucionar problemas causados por leis injustas que lhes vetavam o acesso ao trabalho e à propriedade, por exemplo. Habilitando-se ao sufrágio, as mulheres passariam a ser também elegíveis e assim, pensavam as feministas, poderiam concorrer de igual para igual com os homens por cargos eletivos.
Por mais que a opressão sobre as mulheres seja ainda uma cruel realidade, elas têm direito ao voto e à participação política ampla na maioria dos países. Em países como o Kuwait, por exemplo, existem movimentos que reproduzem as mesmas lutas das sufragistas do século XIX, na tentativa de forçar o governo daquele país a mudar sua legislação eleitoral e adotar o voto universal em pleno século XXI.

## O voto feminino em Portugal
O sufrágio feminino em Portugal acompanhou, de certa forma, o fenómeno civilizacional do ocidente liberal. À imagem do que se passava noutros países, o debate em volta do sufrágio feminino passou a fazer parte da agenda política nacional, com mais frequência a partir de 1892, data em que o primeiro país — a Nova Zelândia — deu o primeiro passo nesse sentido. A 28 de Maio de 1911, Carolina Beatriz Ângelo, médica, viúva e "chefe de família", aproveitando um lapso do legislador, participou nas eleições para a Assembleia Constituinte. A lei em vigor referia que podiam votar os "cidadãos portugueses com mais de 21 anos, que soubessem ler e escrever e fossem chefes de família". Carolina Beatriz Ângelo invocou a sua qualidade de chefe de família alfabetizada, no entanto o pedido foi-lhe negado pelo ministro António José de Almeida. Carolina Ângelo interpôs recurso e o juiz João Baptista de Castro, pai de Ana de Castro Osório, deferiu a sua pretensão com a seguinte fundamentação: Excluir a mulher (…) só por ser mulher (…) é simplesmente absurdo e iníquo e em oposição com as próprias ideias da democracia e justiça proclamadas pelo partido republicano. (…) Onde a lei não distingue, não pode o julgador distinguir (…) e mando que a reclamante seja incluída no recenseamento eleitoral. Este episódio gerou grande controvérsia na época. Dada a aproximação dos republicanos com o movimento feminista do início do séc. XX, Carolina Ângelo terá aproveitado o facto de se tratar das primeiras eleições republicanas para exercer a sua luta política pelo direito de voto das mulheres. No entanto, o Governo rapidamente se apressou a clarificar a sua posição nesta matéria, tendo vedado expressamente o voto às mulheres, pela Lei n.º 3 de 3 de Julho, do ano de 1913ː
São eleitores dos cargos políticos e administrativos todos os cidadãos portugueses do sexo masculino, maiores de 21 anos, ou que completem essa idade até ao termo das operações de recenseamento, que estejam no gozo dos seus direitos civis e políticos, saibam ler e escrever português e residam no território da República Portuguesa.
Porque se teriam oposto os republicanos ao voto por parte da mulher, quando ambos os movimentos políticos (o republicanismo e o feminismo) eram (e são) ideologicamente tão próximos? A explicação desta recusa é encontrada no anticlericalismo que caracterizava o movimento republicano aliado ao estigma da mulher, vista na época como reaccionária, religiosa e influenciável. Havia, neste contexto, claro receio da influência dos padres nas decisões políticas das mulheres, como bem ilustram estes dois recortes dos debates parlamentares:
(…) No dia em que este assunto foi discutido na comissão, tinha eu passado pela igreja de S. Mamede, donde vi sair centenas de senhoras que ali tinham ido entreter os seus ócios e ilustrar o espírito na prática do mês de Maria. O voto concedido a mulheres nestas condições, vivendo sob a influência do clericalismo, seria o predomínio dos padres, dos sacristães, numa palavra, dos reaccionários (…)
Diário do Senado: Legislatura:1; Secção legislativa:2; Número:121; Página:18; Data:24/06/1912
Sr Martins Cardoso: (…) Quanto ao outro ponto, que tam debatido tem sido, e que diz respeito ao sufrágio das mulheres, as razoes que eu apresentei tem uma grande forca, porque no nosso país a diferença entre a situação do homem e da mulher é palpável, e, ainda nesta diferença de opiniões, eu pregunto se a mulher assim preparada se pode comparar ao homem? Seria um erro; mais ainda — uma temeridade — senos considerássemos um facto recente dos últimos tempos da monarquia. Sabemos que o culto jesuítico, nos últimos anos, se exercia por tal forma, que constituía um perigo para o país, tendo sido uma das causas principais da queda da monarquia. Esses reaccionários espalhando-se pelas aldeias e vivendo sempre em contacto com a gente do campo, desenvolvia numa acção de que resultava o seguinte: não sendo o povo fanático, o padre no entanto sugestionava facilmente as mulheres que, tem fundamente radicado o sentimento religioso. Nestas condições pregunto Apodemos nós garantir à mulher o voto? E como se há-de resolver a dificuldade que resulta deste perigo para a República? Seja-me permitido dizer que isto é uma utopia; isso é viver na lua! (Apoiados) (…)
Diário do Senado: Legislatura:1; Secção legislativa:2; Número:130; Página:11; Data: 02/07/1912
A I República nunca chega a reconhecer a capacidade electiva às mulheres. Vai ser ao longo do período histórico português sequente — Ditadura Militar e Estado Novo — que o paradigma vai começar a alterar-se formalmente, ainda que o voto seja inconsequente por não haver disputa eleitoral livre entre diferentes candidaturas.
O voto é concedido, pela primeira vez — embora com limitações — no ano de 1931, pelo decreto 19 694, de 05 de Maioː
Artigo 1.º Os vogais das juntas de freguesia são eleitos pelos cidadãos portugueses de um e de outro sexo, com responsabilidade de chefes de família, domiciliados na freguesia há mais de seis meses. § 1.º Têm responsabilidade de chefes de família para os efeitos do corpo deste artigo: 1.º Os cidadãos portugueses do sexo masculino com família constituída, se não tiverem comunhão de mesa e habitação com a família dos seus parentes até o terceiro grau da linha recta colateral, por consanguinidade ou afinidade; 2.º As mulheres portuguesas, viúvas, divorciadas ou judicialmente separadas de pessoas e bens com família própria e as casadas cujos maridos estejam ausentes nas colónias ou no estrangeiro, umas e outras se não estiverem abrangidas na última parte do número anterior. (…) Art. 2.º Os vogais das câmaras municipais são eleitos na proporção a estabelecer no Código Eleitoral: (…) 5.º Pelos cidadãos portugueses do sexo feminino, maiores de vinte e um anos, com curso secundário ou superior comprovado pelo diploma respectivo, domiciliados no concelho há mais de seis meses.
O decreto n.º 23 406, de 27 de dezembro de 1933 acrescenta a possibilidade de voto à mulher solteira, maior ou emancipada, quando de reconhecida idoneidade moral, que viva inteiramente sobre si e tenha a seu cargo ascendentes, descendentes ou colaterais.
No ano de 1946 este direito vem a ser estendido às eleições legislativas e presidenciais pela publicação da Lei n.º 2015, de 28 de maio. Apesar de tudo as condicionantes ainda são muito restritivas:
Artigo 1.º São eleitores do Presidente da República e da Assembleia Nacional: 1.º Os cidadãos portugueses do sexo masculino, maiores ou emancipados, que saibam ler e escrever português; 2.º Os cidadãos portugueses do sexo masculino, maiores ou emancipados, que, embora não saibam ler e escrever, paguem ao Estado e corpos administrativos quantia não inferior a 100$, por algum ou alguns dos seguintes impostos: contribuição predial, contribuição industrial, imposto profissional e imposto sobre aplicação de capitais; 3.º Os cidadãos portugueses do sexo feminino, maiores ou emancipados, com as seguintes habilitações mínimas: a) Curso geral dos liceus; b) Curso do magistério primário; c) Curso das escolas de belas-artes; d) Cursos do Conservatório Nacional ou do Conservatório de Música do Porto; e) Cursos dos institutos industriais e comerciais.4.º Os cidadãos portugueses do sexo feminino, maiores ou emancipados, que, sendo chefes de família, estejam nas demais condições fixadas nos n.ºs 1.º ou 2.º; 5.º Os cidadãos portugueses do sexo feminino que, sendo casados, saibam ler e escrever português e paguem de contribuição predial, por bens próprios ou comuns, quantia não inferior a 200$.
No dia 26 de dezembro de 1968 é publicada a Lei n.º 2 137, que vem finalmente remover qualquer discriminação formal em função do sexo, mas continuando a restringir o voto aos alfabetizados, que eram maioritariamente homens. O diploma legal não faz a distinção entre "cidadãos portugueses do sexo masculino" e "cidadãos portugueses do sexo feminino". Do voto são apenas excluídos os cidadãos que não saibam ler e escrever e nunca tenham sido recenseados ao abrigo da Lei n.º 2 015, de 28 de maio de 1946:
Base I - São eleitores da Assembleia Nacional todos os cidadãos portugueses, maiores ou emancipados, que saibam ler e escrever e não estejam abrangidos por qualquer das incapacidades previstas na lei; e os que, embora não saibam ler nem escrever português, tenham já sido alguma vez recenseados ao abrigo da Lei n.º 2 015, de 28 de maio de 1946, desde que satisfaçam aos requisitos nela fixados.
Após a revolução de 25 de Abril de 1974 assistimos a uma alteração política e social. No dia 14 de maio desse ano é publicada a Lei n.º 621-A/74. O art. 1.º, com a epígrafe "capacidade eleitoral activa", preceituava o seguinte: 
São eleitores da Assembleia Constituinte os cidadãos portugueses de ambos os sexos, maiores de 18 anos, completados até 28 de Fevereiro de 1975, residentes no território eleitoral ou nos territórios ultramarinos ainda sob administração portuguesa, assim como os aí não residentes indicados no presente diploma.
Com o diploma, eliminavam-se as restrições à capacidade eleitoral com base na literacia, o que era, de si, um critério que refletia as desigualdades entre os sexos: em 1960, apenas 61% das mulheres eram alfabetizadas, contra 73,4% dos homens; em 1970, os mesmos indicadores cifravam-se, respetivamente, nos 69% e nos 80,3%. Além do mais, o Decreto-Lei n.º 595/74, de 7 de novembro, legalizou os partidos políticos, até então proibidos. As eleições eram, pela primeira vez na história do país, universais a todos os maiores de idade e, pela primeira vez em quase 48 anos, pluralistas.
Apesar de a lei de 1974 apenas dizer respeito à eleição da Assembleia Constituinte, a regra do voto universal passaria a vigorar no novo regime democrático. No dia 2 de abril de 1976 foi publicada a nova Constituição da República Portuguesa, cujo n.º 2 do art. 48.º prescrevia que O sufrágio é universal, igual e secreto e reconhecido a todos os cidadãos maiores de 18 anos, ressalvadas as incapacidades da lei geral, e o seu exercício é pessoal e constitui um dever cívico. Este preceito teve expressão na Lei n.º 69/78, de 3 de novembro (Lei de Recenseamento Eleitoral). O art. 1.º dispunha o seguinte: O recenseamento eleitoral é oficioso, obrigatório e único para todas as eleições por sufrágio directo e universal.
Com a entrada em vigor deste diploma legal, ficou finalmente eliminada toda e qualquer discriminação, já que o âmbito de aplicação englobava, não só o sufrágio para a Assembleia da República, como para todas as eleições, inclusive para os órgãos das autarquias locais.

## O voto feminino no Brasil

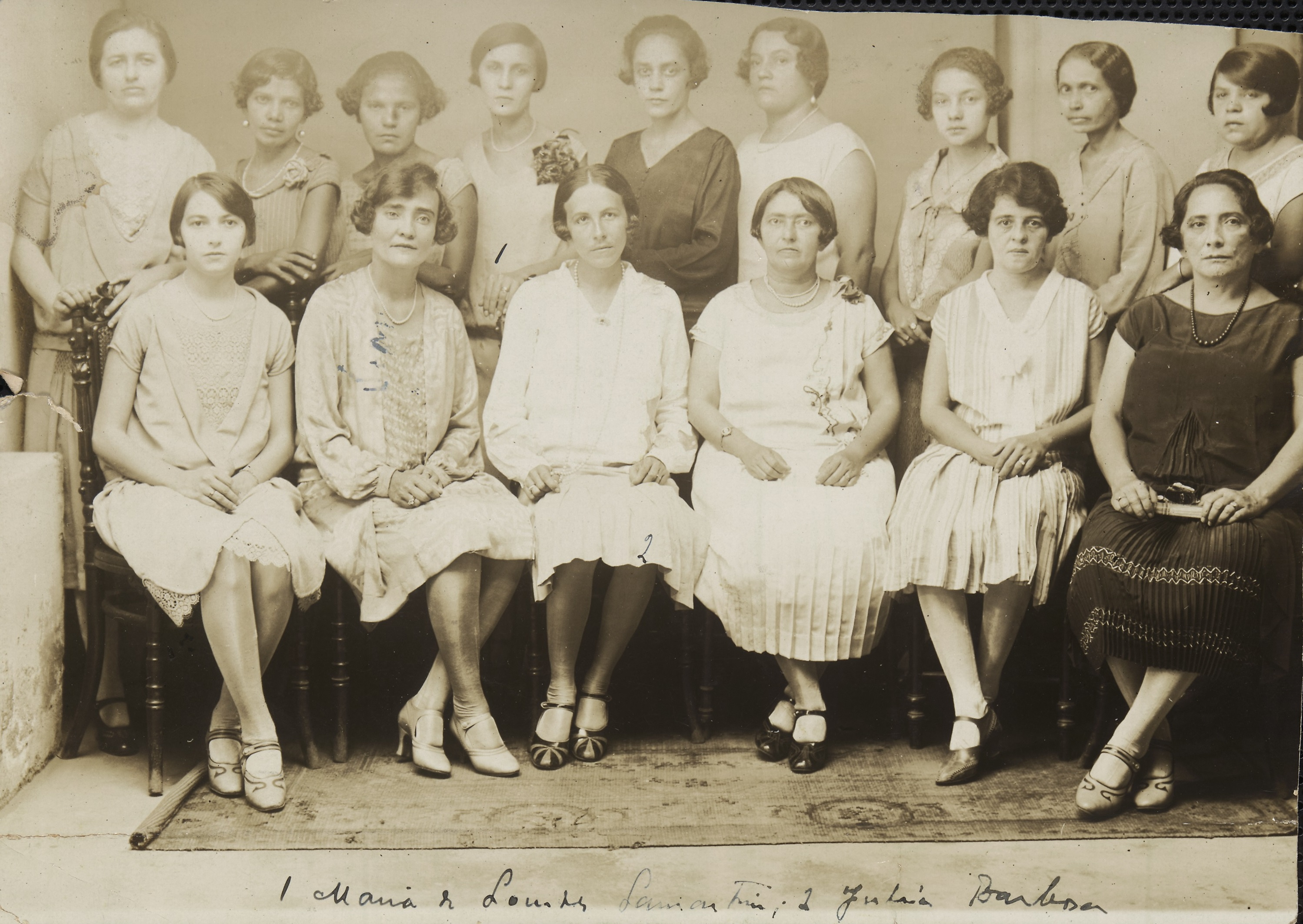
Primeiras eleitoras do Brasil, Natal, Rio Grande do Norte.

A luta dos movimentos femininos inclui em seus registros o nome da cidade de Mossoró, no estado do Rio Grande do Norte. Em 1928, esse estado nordestino era governado por Juvenal Lamartine, a quem coube o pioneirismo de autorizar o voto da mulher em eleições, o que não era permitido no Brasil, mesmo a proibição não constando da Constituição Federal. A Inglaterra alguns meses depois regularizou o voto feminino no mesmo ano.
No Consultor Jurídico do jornal "O Estado de S. Paulo", encontra-se a informação de que logo após a proclamação da República, o governo provisório convocou eleições para uma Assembleia Constituinte. Na ocasião, uma mulher conseguiu o alistamento eleitoral invocando a legislação imperial, a "Lei Saraiva", promulgada em 1881, que determinava direito de voto a qualquer cidadão que tivesse uma renda mínima de 2 mil réis. Mas a primeira eleitora do país foi a potiguar Celina Guimarães Viana, que invocou o artigo 17 da lei eleitoral do Rio Grande do Norte, de 1926: "No Rio Grande do Norte, poderão votar e ser votados, sem distinção de sexos, todos os cidadãos que reunirem as condições exigidas por lei". Em 25 de novembro de 1927 ela deu entrada numa petição requerendo sua inclusão no rol de eleitores do município. O juiz Israel Ferreira Nunes deu parecer favorável e enviou telegrama ao presidente do Senado Federal, pedindo em nome da mulher brasileira, a aprovação do projeto que instituía o voto feminino, amparando seus direitos políticos reconhecidos na Constituição Federal".
César Zama é apontado como o pioneiro na busca pelo direito das mulheres brasileiras ao voto, pauta que defendeu durante a elaboração da primeira constituição republicana, em 1890, tendo no ano seguinte assinado com mais 30 congressistas, entre eles os futuros presidentes Nilo Peçanha e Hermes da Fonseca, emenda visando garantir este sufrágio, de autoria de Saldanha Marinho, que, no entanto, não foi aprovada. Zama apontou que assim que o voto feminino fosse aprovado na Europa, seria aprovado no Brasil, devido ao "nosso fraco pela imitação." Érico Coelho, Índio do Brasil, Lamounier Godofredo, Ruy Barbosa e Barão Rio Branco foram alguns outros apoiadores da causa.
Após Celina Guimarães Viana ter conseguido seu título eleitoral, um grande movimento nacional levou mulheres de diversas cidades do Rio Grande do Norte, e de mais outros nove estados da Federação, a fazerem a mesma coisa.
Cumpre citar igualmente o pioneirismo da estudante de direito mineira, Mietta Santiago (pseudônimo de Maria Ernestina Carneiro Santiago Manso Pereira). Mineira educada na Europa, com 20 anos retornou do velho mundo e descobriu, em 1928, que o veto ao voto das mulheres contrariava o artigo 70 da Constituição Brasileira de 24 de fevereiro 1891, então em vigor. Com garantia de sentença judicial (fato inédito no país), proferida em Mandado de Segurança, conquistou o direito de votar. O que de fato fez, votando em si mesma para uma vaga de deputada federal. Carlos Drummond de Andrade, impressionado com a conquista do voto feminino, dedicou a Mietta o poema "Mulher Eleitora":
| “ | Mietta Santiago loura poeta bacharel Conquista, por sentença de Juiz, direito de votar e ser votada para vereador, deputado, senador, e até Presidente da República, Mulher votando? Mulher, quem sabe, Chefe da Nação? O escândalo abafa a Mantiqueira, faz tremerem os trilhos da Central e acende no Bairro dos Funcionários, melhor: na cidade inteira funcionária, a suspeita de que Minas endoidece, já endoideceu: o mundo acaba". | ” |

A "Revista Feminina" de São Paulo, julho de 1926, número 146, ano XIII, traz sob o título 'Poetisas mineiras da moderna geração' um registro do episódio, redigido por Djalma Andrade: "Mietta Santiago… …defendido teses arrojadas de Direito Constitucional. É feminista. Há tempos, raiou brilhantemente o direito de voto às mulheres".
Com a mulher eleitora, vieram outras conquistas de espaço na sociedade. Veio a primeira mulher a eleger-se deputada estadual no Brasil, e a luta pela emancipação feminina foi ganhando impulso em todo o país, levando o voto feminino a ser regulamentado em 1934 no governo Vargas. O episódio tem importância mundial, pois mais de uma centena de países ainda não permitia à mulher o direito de voto.
Os primeiros exemplos de organização de mulheres nos vieram das regiões norte e nordeste, no final do século XIX, e eram voltados para a causa abolicionista. Nascida no Ceará, em 1882, a "Sociedade das Senhoras Libertadoras ou Cearenses Libertadoras", presidida por Maria Tomásia Figueira, em parceria com Maria Correia do Amaral e Elvira Pinho, atuou em defesa da liberdade fundando associações em Fortaleza e no interior do estado, contribuindo para que, em 1884, a Assembleia Legislativa provincial, finalmente, decretasse o fim da escravidão no Ceará. Nesse mesmo ano, foi criada, na cidade de Manaus, a associação "Amazonenses Libertadoras", fundada por Elisa de Faria Souto, Olímpia Fonseca, Filomena Amorim, entre outras — todas brancas e representantes da elite local. Contudo, elas defendiam a emancipação de todos os escravos do solo amazonense, o que aconteceu, em 30 de março de 1887, um ano antes da Lei Áurea.
Em 1910 Leolinda Daltro e outras feministas, entre elas a escritora Gilka Machado, fundaram, na então capital federal, o Partido Republicano Feminino, cujo objetivo era "promover a cooperação entre as mulheres na defesa de causas que fomentassem o progresso do país". O objetivo maior da agremiação era a luta pelo sufrágio feminino, uma vez que as mulheres não podiam votar e nem ser votadas. Esse grupo de feministas adotou uma linguagem política de exposição pessoal diante de críticas da sociedade, realizando manifestações públicas que não foram tratadas com indiferença pela imprensa e os leitores. O Partido Republicano Feminista teve o mérito inegável de lançar, no debate público, o pleito das mulheres pela ampla cidadania.

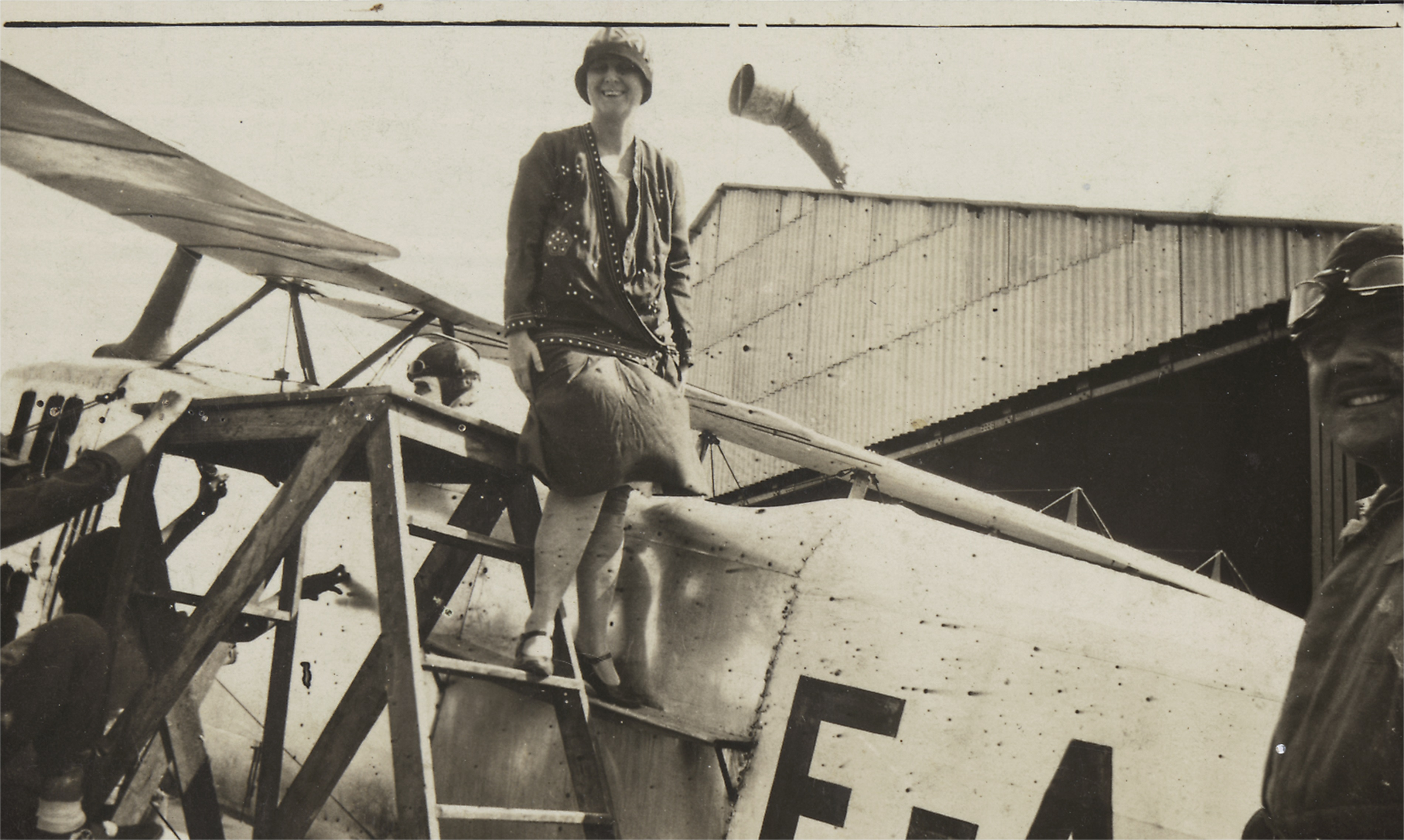
Bertha Lutz ao lado do avião do qual se lançaram panfletos de propaganda pelo voto feminino, em 1927.

Em 1917, a agitação social das greves operárias, o movimento anarquista e a maior escolaridade de mulheres da elite, trouxeram à tona uma outra geração de feministas. No ano de 1920, surgiram vários grupos intitulados Ligas para o Progresso Feminino, embrião da poderosa Federação Brasileira pelo Progresso Feminino. Fundada em 1922 e dirigida por Bertha Lutz, a Federação teve papel fundamental na conquista do sufrágio feminino e, por extensão, na luta pelos direitos políticos da mulher, e destacou-se, também, como organização feminista com maior inserção nas esferas de poder da época. Suas militantes escreveram na imprensa, organizaram congressos, articularam com políticos, lançaram candidaturas, distribuíram panfletos em aviões, representaram o Brasil no exterior.
A poetisa Laura Brandão e a operária Maria Lopes integravam o "Comitê das Mulheres Trabalhadoras", fazendo propaganda em porta de fábricas e tentando aproximar o operariado feminino e o Partido Comunista Brasileiro. A sufragista gaúcha Natércia da Silveira, dissidente da "Federação Brasileira pelo Progresso Feminino", fundou em 1931 a "Aliança Nacional de Mulheres", para prestar assistência jurídica à mulher. Com 3 mil filiadas, a Aliança foi fechada pelo golpe de 1937, que aboliu as liberdades democráticas e abortou as organizações políticas e sociais do país.
No plano nacional, o Presidente Getúlio Vargas resolve simplificar e todas as restrições às mulheres são suprimidas. Através do Decreto n.º 21 076, de 24 de fevereiro de 1932, é instituído o Código Eleitoral Brasileiro, e o artigo 2 disciplinava que era eleitor o cidadão maior de 21 anos, sem distinção de sexo, alistado na forma do código. É de ressaltar que as disposições transitórias, no artigo 121, dispunham que os homens com mais de 60 anos e as mulheres em qualquer idade podiam se isentar de qualquer obrigação ou serviço de natureza eleitoral. Logo, não havia obrigatoriedade do voto feminino.